# Stunners étoile filante dans le rock français
Les Stunners est un groupe de rock français mêlant rock, rhythm and blues et soul, formé en 1978 à Pantin. Actif jusqu’en 1985, le groupe s’est distingué par son énergie scénique et son groove puissant, devenant l’un des représentants notables du rock français des années 1980.
Histoire
Débuts et formation (1978)
Les Stunners ont vu le jour à Pantin en 1978 sous le nom de G and the Stunners. Ils se sont fait connaître dans les clubs parisiens tels que le Golf Drouot et le Gibus. La formation initiale comprenait: Bernard Romer (chant), Philippe Bouchey (basse), Rachid Kheloufi (guitare), Gilbert Lacroix (batterie).
Plus tard, le groupe s’est installé à Saint-Ouen dans la cuisine d’Alain Bentabou (le sonorisateur), qui faisait office de salle de répétition. Pour leur première tournée en 1979, le nom du groupe est devenu «Les Stunners», et George Belicha (piano) a rejoint la formation.
Après cette première tournée, le batteur a été remplacé. Le groupe a traversé une période d’instabilité, puis a connu un nouveau remaniement: Philippe Bouchey a abandonné la basse pour se consacrer au chant et à la guitare, tandis que Claude Faure a pris sa place à la basse. George Belicha et le batteur ont quitté le groupe pour raisons professionnelles. Le batteur a été remplacé par Hubert Evrard.
Après une nouvelle tournée, Claude Faure a été renvoyé et le groupe a continué à chercher sa stabilité. Mickey Blow (harmonica) a alors rejoint la formation.
Alain Bentabou, jusque-là sonorisateur, a appris la basse en autodidacte le soir après les répétitions. Il a rapidement été capable de jouer plusieurs morceaux d’oreille. Il s’est proposé de faire une audition et est devenu officiellement le bassiste du groupe.
En 1981, le groupe a tourné et joué en France et dans des clubs parisiens. Plus tard, ils se sont installés dans un local de répétition plus spacieux et mieux adapté que la cuisine. Ce local a parfois été partagé avec d’autres groupes, comme Le Splendid.
À partir de ce moment, ils ont enchaîné les répétitions et élaboré un répertoire de compositions originales en français, mêlé à des reprises telles que Shot Gun, Land of 1000 Dances ou We Got More Soul.
En 1982, ils ont fait leur apparition dans des magazines comme Rock & Folk ou Best, et ont donné de nombreux concerts en France. 
Ils ont participé également à l’émission TV A2 Houba-Houba (18 février) et ont été cités dans plusieurs articles de presse.
Saïd Houmaoui (saxophone) a rejoint alors les Stunners. 
Cette formation définitive est restée inchangée jusqu’à la dissolution du groupe.
En octobre 1982, ils ont assuré à deux reprises la première partie du groupe Téléphone.
En 1983, ils ont autoproduit leur premier single, Sans revenir / Carte noire, via leur propre structure (Stand Records), enregistré au Studio Garage et distribué par New Rose. Le titre instrumental Carte Noire a attiré l’attention et est passé régulièrement sur Radio France.
Entre 1983 et 1985, les Stunners ont fait l’objet de nombreux articles de presse dans Libération, Métal Hurlant, Le Parisien, France Soir, Best, Rock & Folk, Nineteen, Télérama etc. Ils se sont fait un nom sur la scène française, reconnus unanimement par la presse comme l’un des meilleurs groupes de rock, R&B et soul du moment grâce à leur énergie scénique et leur groove incontestable.
Une rencontre avec Philippe Dauga, bassiste du groupe Bijou, leur a permis de signer dans une maison d’édition, Clouseau Musique. 
Le groupe a ensuite été dirigé vers un tremplin organisé par les bières Bush. Ils l’ont remporté et ont signé un contrat avec Virgin Records pour un 45 tours et trois albums.
Un premier 45 tours a été enregistré : Quand j’ai besoin de toi / Tu vas m’aimer. 
Après avoir assuré la première partie de Southside Johnny, il a été question que celui-ci produise leur album. Mais Virgin a jugé le coût trop élevé. Le manager de l’époque leur a fait rencontrer Michel Olivier, producteur notamment de Bashung.
L’album n’a pas bénéficié du son escompté et n’a pas retransmis l’énergie du groupe. Malgré une tournée promotionnelle, il s’est peu vendu.
Activité scénique et médiatique (1982–1985)
Les Stunners sont apparus dans plusieurs émissions télévisées et radiophoniques:
•        Houba Houba (A2, 1982)
•        Canal+ (émission musicale, 1984)
•        Atout Cœur (1984) — vidéo disponible
•        L’année du Zèbre (TF1, 1985)
•        Platine 45 (A2) — vidéo disponible — A 3 mn 40, le logo de l’émission s'affiche sur la vidéo.
•        Côte d’amour (TF1, 1985)
•        Les Enfants du rock (1985) — vidéo disponible — Au début de cette vidéo, la présentatrice de l’émission introduit le titre Sex Machine.
•        FR3 Lille – retransmission du concert au Printemps de Bourges 1984 — vidéo disponible — On voit la régie de FR3 Lille défiler en fin de vidéo.
•        France Inter – Les Bleus de la nuit (1983), enregistrement au Gibus — vidéo disponible — À la minute 30, on entend la présentation du groupe par les présentatrices de l’émission.
De plus, lors du concert au Plan (1994), le gérant de la salle présente le groupe en début de vidéo — vidéo disponible.
Ils ont participé également à plusieurs festivals et scènes ouvertes, notamment:
•        Printemps de Bourges 1984: programmés seuls, puis rappelés pour assurer la première partie de Nina Hagen
•        Fête de l’Humanité (14 septembre 1985), en première partie de Johnny Hallyday
•        Plusieurs concerts en première partie de Téléphone (en 1982 et en 1984)
•        Première partie de Southside Johnny, etc.
Style musical
Le groupe a mélangé rock français, rhythm and blues, soul et pub rock. Leur set list comprenait des compositions originales et des reprises énergiques telles que Shot Gun, We Got More Soul, Land of 1000 Dances. Leur jeu de scène était réputé pour son intensité et son groove.
Discographie
Singles
•        Sans revenir / Carte noire (1983, Stand Records)
•        Quand j’ai besoin de toi / Tu vas m’aimer (1983, Virgin Records)
Albums
•        Rockomondo (1984, Virgin Records)
Compilations
•        L’oreille d’un sourd (1983, Celluloid) – avec les titres I’ve Got a Song et Fireball
Dissolution et reformations
Le PDG de Virgin a changé. Plusieurs maquettes ont été proposées, mais elles ont été systématiquement refusées, jugées trop peu commerciales. Mickey, poussé par son entourage, a souhaité tenter une carrière en solo. Le reste du groupe ne s’y est pas opposé, d’autant que des tensions le concernant sont apparues au sein du groupe.
Une clause du contrat avec Virgin stipulait que si l’un des membres quittait le groupe, le contrat serait automatiquement rompu. Du jour au lendemain, le groupe a été remercié. Les Stunners se sont séparés en 1985 après la rupture du contrat avec Virgin Records.
En 1993, ils se sont reformés brièvement pour deux concerts dans un bar parisien, Le Pic Vert (sans le saxophoniste, alors en tournée avec Khaled), puis en 1994 à l’occasion des 10 ans de la salle Le Plan à Ris-Orangis, pour un concert unique. 
Notes et références
Liens externes
•        Article sur Quand j’ai besoin de toi – Auguste Marshal
•        Article «Un très bon titre des Stunners» – Bouloup, juillet 2019
•        Article «Les Stunners: suite et fin» – Bouloup, février 2020
•        [https://genius.com/Stunners-french-rock-quand-jai-besoin-de-toi-lyrics    
.        Article Palace – Presse
•        Article Divers 11 – Presse
•        Article Divers 23 – Presse
•        [https://monstres-sacres.blogspot.com/2024/05/french-good-one-shots-les-stunners.html Article «French Good One Shots: Les Stunners» – Monstres Sacrés Blog•  
.         [https://tropbath.canalblog.com/archives/2012/05/01/24108562.html Qui se souvient des Stunners
•        [https://www.mitch-olivier.com/realisations Site du producteur Michel Olivier ou il y a la réalisation de l’album des Stunners 
•        Vidéos importantes:
•        Version INA «Quand j’ai besoin de toi» — on y voit le filigrane INA.
.         «J’aime ça comme ça» 
.         «Tu vas m’aimer, Shot Gun » — Live au Rose Bonbon.
•        «Sex Machine», émission Les Enfants du rock (1985) — la présentatrice introduit le groupe au début de la vidéo.
•        Retransmission concert Printemps de Bourges 1984 (FR3 Lille) — la régie FR3 Lille défile en fin de vidéo.
•        Radio France Inter, émission Les Bleus de la nuit (1983), enregistrement au Gibus — à la minute 30, la présentation du groupe est faite par les présentatrices de l’émission.
•        Concert salle Le Plan, Ris-Orangis, 1994 — le gérant de la salle présente le groupe en début de vidéo.